# Fabiano Fontanelli
Fabiano Fontanelli (Faenza, Rávena, Emilia-Romaña, 24 de abril de 1965) es un ciclista italiano, que fue profesional entre 1989 y 2003. 
En su palmarés destaca la victoria en cuatro victorias de etapa del Giro de Italia. Su mejor temporada fue en 1996, cuando consiguió 8 victorias y acabó quinto en tres carreras de la Copa del Mundo. Ese mismo año un positivo por testosterona en la Amstel Gold Race le supuso una sanción de seis meses. 
Miembro del  equipo Mercatone Uno a partir de 1998, acompañó Marco Pantani en su doblete Giro de Italia-Tour de Francia.
El 2001 le fue detectado un hematocrito superior al 50%, cosa que le llevó a no poder competir durante 15 días y ser el primer ciclista en ser sometido a la prueba de detección de orina de la EPO.
En 2005 pasó a ser director deportivo del equipo Navigare.

## Palmarés
1989
- 1 etapa del Giro de Calabria

1991
- Giro di Puglia, más 2 etapas

1993
- Giro de Reggio Calabria
- 2 etapas de la Semana Lombarda
- 1 etapa del Giro de Italia
- 1 etapa del Tour de Polonia

1994
- 2 etapas de la Clásica RCN
- 2 etapas de la Settimana Ciclistica Bergamasca
- 1 etapa de la Clásica de Bogotá
- 1 etapa de la Vuelta a los Valles Mineros

1995
- Gran Premio Pino Cerami
- 2 etapas del Giro de Calabria
- 1 etapa de la Clásica de Bogotá
- 2 etapas del Tour de Luxemburgo

1996
- Vuelta al Etna
- Trofeo Pantalica
- Gran Premio Ciclista la Marsellesa
- 1 etapa del Giro de Italia
- 1 etapa de la Tirreno-Adriático
- 1 etapa del Giro del Trentino
- 1 etapa del Tour del Mediterráneo

1997
- 2 etapas del Tour de Langkawi
- 1 etapa del Giro de Italia

1998
- 1 etapa del Giro de Italia

1999
- París-Camembert
- 1 etapa de la Semana Catalana

2000
- 1 etapa del Memorial Cecchi Gori

2001
- 1 etapa de la Vuelta a Asturias

2002
- Giro de la Provincia de Lucca, más 1 etapa
- Gran Premio de Ciudad de Río Saliceto e Correggio

## Resultados en Grandes Vueltas
| Carrera         | 1991  | 1992  | 1993  | 1994 | 1995 | 1996 | 1997 | 1998 | 1999 | 2000 | 2001 | 2002  | 2003 |
| --------------- | ----- | ----- | ----- | ---- | ---- | ---- | ---- | ---- | ---- | ---- | ---- | ----- | ---- |
| Giro de Italia  | 120.º | 142.º | 118.º | 68.º | Ab.  | Ab.  | 92.º | Ab.  | Ab.  | 93.º | -    | 135.º | 91.º |
| Tour de Francia | -     | -     | -     | Ab.  | -    | -    | Ab.  | 72.º | -    | Ab.  | -    | -     | -    |
| Vuelta a España | -     | -     | Ab.   | -    | -    | -    | -    | -    | -    | -    | Ab.  | -     | -    |

-: no participa

Ab.: abandono